# Печора (станция)
Печо́ра (коми Печӧра) — железнодорожная станция Сосногорского региона Северной железной дороги, находящаяся в городе Печоре республики Коми.

## История
Станция открыта в 1950 году на участке Кожва — Инта.

## Деятельность
Станция открыта для грузовой работы.
Коммерческие операции, выполняемые на станции:
- продажа пассажирских билетов[2];
- приём и выдача багажа[2];
- приём и выдача повагонных отправок грузов (открытые площадки)[2];
- приём и выдача мелких отправок грузов (крытые склады)[2];
- приём и выдача повагонных и мелких отправок грузов (подъездные пути)[2];
- приём и выдача повагонных отправок грузов (крытые склады)[2];
- приём и выдача грузов в контейнерах (3 и 5 тонн)[2];
- приём и выдача мелких отправок грузов (открытые площадки)[2].

## Пригородное сообщение
Станция является конечной для пригородных поездов: 
- Печора - Ираёль (2 пары поездов в сутки)
- Печора - Кожва (1 пара поездов в сутки)
- Печора - Инта (2 пары поездов в сутки).

## Дальнее следование по станции
По состоянию на декабрь 2018 года по станции курсируют следующие поезда дальнего следования:
| Круглогодичное обращение поездов | Круглогодичное обращение поездов | Круглогодичное обращение поездов | Круглогодичное обращение поездов |
| № поезда                         | Маршрут движения                 | № поезда                         | Маршрут движения                 |
| -------------------------------- | -------------------------------- | -------------------------------- | -------------------------------- |
| 21 "Полярная стрела"             | Лабытнанги — Москва              | 22 "Полярная стрела"             | Москва — Лабытнанги              |
| 41 "Воркута"                     | Воркута — Москва                 | 42 "Воркута"                     | Москва — Воркута                 |
| 53                               | Усинск — Сыктывкар               | 54                               | Сыктывкар — Усинск               |
| 77                               | Воркута — Санкт-Петербург        | 78                               | Санкт-Петербург — Воркута        |
| 89                               | Воркута — Нижний Новгород        | 90                               | Нижний Новгород — Воркута        |
| 303                              | Усинск — Сыктывкар               | 304                              | Сыктывкар — Усинск               |
| 305                              | Усинск — Сыктывкар               | 306                              | Сыктывкар — Усинск               |
| 309                              | Воркута — Адлер                  | 310                              | Адлер — Воркута                  |
| 311                              | Воркута — Новороссийск           | 312                              | Новороссийск — Воркута           |
| 375                              | Воркута — Москва                 | 376                              | Москва — Воркута                 |
| 691                              | Усинск — Печора                  | 692                              | Печора — Усинск                  |

| Сезонное обращение поездов | Сезонное обращение поездов | Сезонное обращение поездов | Сезонное обращение поездов |
| № поезда                   | Маршрут движения           | № поезда                   | Маршрут движения           |
| -------------------------- | -------------------------- | -------------------------- | -------------------------- |
| 209                        | Лабытнанги — Москва        | 210                        | Москва — Лабытнанги        |
| 257                        | Печора — Адлер             | 258                        | Адлер — Печора             |
| 287                        | Воркута — Белгород         | 288                        | Белгород — Воркута         |

### Фирменные поезда
| Предыдущая станция       | Фирменные поезда | Следующая станция           |
| ------------------------ | ---------------- | --------------------------- |
| Кожва I в сторону Москвы | Воркута          | Инта I в сторону Воркуты    |
| Кожва I в сторону Москвы | Полярная стрела  | Инта I в сторону Лабытнанги |

## Изменения в пассажирском сообщении по станции
- 17 сентября 2015 года — введён в обращение новый пассажирский поезд дальнего следования круглогодичного обращения 697/698 «Воркута — Печора — Воркута».